# 숲 (음반)
《숲》은 대한민국의 포크 그룹 시인과 촌장의 세 번째 음반이다. 2집과 함께 시인과 촌장을 대표하는 음반으로, 타이틀곡 〈가시나무〉가 히트했고, 그 외에도 여러 수록곡이 사랑받았다. 또한 2007년 음악 전문가들이 뽑은 한국 대중음악 100대 명반 가운데 31위로 뽑힌 1980년대의 명반이다. 

## 대표작
1988년 동아기획에서 발매한 시인과 촌장 3집 앨범은 동아기획의 대표작이다. 총 10곡의 수록곡은 모두 하덕규의 자작곡이다. 수많은 세션맨이 참여한 녹음은 1988년 2월 29일부터 3월 30일까지 서울 스튜디오에서 진행됐다. 프로듀싱과 편곡은 조동익과 하덕규가 담당했다. 
앨범의 재킷 표지를 장식한 숲 그림과 글씨는 그림을 전공한 하덕규의 솜씨다. 참여 뮤지션 중 다수는 당시 동아기획을 주축으로 활동한 언더그라운드 뮤지션이었다. 2집에 참여했던 기타리스트 함춘호는 이 음반에는 함께하지 않았다. 훗날 함춘호는 시인과 촌장 시절을 회상하며 "하덕규를 만나서 음악을 하며 또 다른 세상을 보게 되었습니다. 사실 처음 만나기 전엔 하덕규의 너무 세련된 느낌을 질투하기도 했어요. 저는 투박한 질그릇이었으니까요"라고 고백했다. 그는 "그 진척이 마감된 건 너무 아쉽습니다. 당시 전 '연주'에 초점을 맞췄기에 상호 지향이 균형을 맞추지 못했던 거지요"라고 아쉬움을 드러냈다. 
결국 2집에서 함춘호가 맡았던 역할은 조동익의 몫이 되었다. 하덕규는 음반 속지에 “프로듀스와 편곡 등 많은 일들을 도맡아 해준 내 사랑하는 친구 동익에게, 그의 인내에 경의를 표한다”고 각별히 언급했다.

## 수록곡
전체 작사·작곡: 하덕규
| #             | 제목                              | 작사·작곡     | 재생 시간 |
| ------------- | --------------------------------- | ------------- | --------- |
| 1.            | 〈가시나무〉                      | 하덕규        | 3:56      |
| 2.            | 〈새벽〉                          | 하덕규        | 4:33      |
| 3.            | 〈새털구름〉                      | 하덕규        | 2:15      |
| 4.            | 〈나무〉                          | 하덕규        | 4:48      |
| 5.            | 〈새날〉                          | 하덕규        | 3:05      |
| 6.            | 〈때〉                            | 하덕규        | 3:13      |
| 7.            | 〈새봄나라에서 살던 시원한 바람〉 | 하덕규        | 4:00      |
| 8.            | 〈좋은 나라〉                     | 하덕규        | 5:12      |
| 9.            | 〈푸른 애벌레의 꿈〉              | 하덕규        | 6:14      |
| 10.           | 〈숲〉                            | 하덕규        | 2:08      |
| 총 재생 시간: | 총 재생 시간:                     | 총 재생 시간: | 39:24     |